# Smiling Fish 2007
Der Smiling Fish 2007 im Badminton fand im Frühjahr 2007 in Trang statt.

## Sieger und Platzierte
| Disziplin    | Gold                           | Silber                                | Bronze                                      |
| ------------ | ------------------------------ | ------------------------------------- | ------------------------------------------- |
| Herreneinzel | Poompat Sapkulchananart        | Pakkawat Vilailak                     | Wisnu Haryo Putro                           |
| Herreneinzel | Poompat Sapkulchananart        | Pakkawat Vilailak                     | Tanongsak Saensomboonsuk                    |
| Dameneinzel  | Salakjit Ponsana               | Soratja Chansrisukot                  | Sitee Prucksapaisarnsilp                    |
| Dameneinzel  | Salakjit Ponsana               | Soratja Chansrisukot                  | Molthila Meemeak                            |
| Herrendoppel | Alroy Tanama Putra Hui Wai Ho  | Mohammad Ahsan Bona Septano           | Patapol Ngernsrisuk Nitipong Saengsila      |
| Herrendoppel | Alroy Tanama Putra Hui Wai Ho  | Mohammad Ahsan Bona Septano           | Afiat Yuris Wirawan Wifqi Windarto          |
| Damendoppel  | Richi Puspita Dili Yulianti CJ | Bellaetrix Manuputty Samantha Lintang | Devi Tika Permatasari Nadya Melati          |
| Damendoppel  | Richi Puspita Dili Yulianti CJ | Bellaetrix Manuputty Samantha Lintang | Savitree Amitrapai Sitee Prucksapaisarnsilp |
| Mixed        | Tontowi Ahmad Yulianti CJ      | Thitipong Lapho Savitree Amitrapai    | Patipat Chalardchaleam Vacharaporn Munkit   |
| Mixed        | Tontowi Ahmad Yulianti CJ      | Thitipong Lapho Savitree Amitrapai    | Alroy Tanama Putra Louisa Koon Wai Chee     |